# سفارة قطر في واشنطن العاصمة
 تضم سفارة قطر في واشنطن العاصمة البعثة الدبلوماسية لدولة قطر إلى الولايات المتحدة. تقع السفارة في 2555 إم ستريت على الطرف الغربي من الغرب النهائي بالقرب من حي جورجتاون. 

## خلفية
حتى عام 2005، كانت السفارة تقع في مبنى مكاتب في 4200 شارع ويسكونسن في شمال غرب  لسنوات عديدة، كانت السفارة تتألف من دبلوماسيين فقط وعدد قليل من الموظفين. في السنوات الاخيرة    ، تعمل قطر على جعل نفسها مركزًا للخدمات المصرفية والتجارية والسياحية وهذا خلق حاجة لسفارة أكبر. وكذلك فعلت الشراكة الاستراتيجية المتنامية بين قطر والولايات المتحدة والتي شهدت أعدادًا كبيرة من القوات الأمريكية المتمركزة في البلاد. في عام 2001، اشترت قطر المبنى الحالي مقابل 13.6 مليون دولار من كاستلتون القابضة. كان المبنى يشغل من قبل مكاتب محاماة. السفير الحالي هو الشيخ مشعل بن حمد آل ثاني. 

## العمارة والبناء
احتفظت حكومة قطر بمجموعة تصميم جورج تاون مع مخلص الحريري كمهندس معماري لتجديد المبنى بالكامل. تألفت المرحلة الأولى من العمل من تقييم العناية الواجبة لمساحة بناء 80,000 قدم مربع (7,400 م2) . تضمنت المرحلة الثانية تطوير المسار السريع للمتطلبات البرنامجية للمشروع بالإضافة إلى التخطيط المتسارع للمساحة وخدمات التصميم المعماري والهندسي المتكاملة التي تتطلبها الإكمال الكامل والتجديد الكامل للمبنى. 
تمشيا مع اللوائح المعمول بها، تطلب المشروع مراجعة قانونية والموافقة عليها من قبل العديد من الوكالات الحكومية الأمريكية بما في ذلك مكتب البعثات الأجنبية، ولجنة الولايات المتحدة للفنون الجميلة، وإدارة شؤون المستهلك والتنظيم في مقاطعة كولومبيا، ولجنة الجوار الاستشارية. 
بعد الحصول على جميع التصاريح اللازمة من قبل مجموعة جورج تاون للتصميم، نظر بنك قطر الإسلامي، الذي كان يمول المشروع آنذاك، في تقليص نطاق عمل المشروع. اختارت وزارة الخارجية القطرية تنفيذ المشروع وفقًا لتصميم مخلص الحريري. انتقلت السفارة إلى المبنى الجديد في أوائل عام 2005. 
قال المهندس المعماري مخلص الحريري «إن تصميم المبنى الذي تم تجديده يهدف إلى عكس النمو الديناميكي لدولة قطر والقيام بدور دبلوماسي واقتصادي». 
يمكن إضافة معلومات التصميم الإضافية إلى ماريا مدني وبارابارا مولونيكس. تشتمل التصميمات الخارجية الجديدة على نماذج تصميم عربية تعبر عن التراث الثقافي لدولة قطر في واشنطن العاصمة. تشتمل التصميمات الداخلية التي تم تجديدها بالكامل على أجنحة مكتبية وقاعات مؤتمرات ومساحات للمناسبات الخاصة و «تشطيبات مخصصة للغاية». 

## روابط خارجية
- سفارة دولة قطر في واشنطن
- مجموعة جورج تاون للتصميم
- wikimapia.org